# 布里地区普雷勒
布里地区普雷勒（法語：Presles-en-Brie，法語發音：[pʁɛl ɑ̃ bʁi] ⓘ）是法国法蘭西島大區塞纳-马恩省的一个市镇，属于普罗万区。 

## 地理
布里地区普雷勒（48°42'53"N, 2°44'30"E）面积17.39 平方千米，位于法国法蘭西島大區塞纳-马恩省，该省份为法国北部内陆省份，北起瓦兹省，西接埃松省、马恩河谷省、塞纳-圣但尼省和瓦兹河谷省，南至卢瓦雷省，东南接约讷省，东临马恩省和奥布省，东北接埃纳省。
与布里地区普雷勒接壤的市镇（或旧市镇、城区）包括：沙特尔、舍夫里-科西尼、库贝尔、库尔克泰讷、格雷茨-阿曼维利耶、格里西-叙讷、布里地区利韦尔迪、布里地区图尔南。

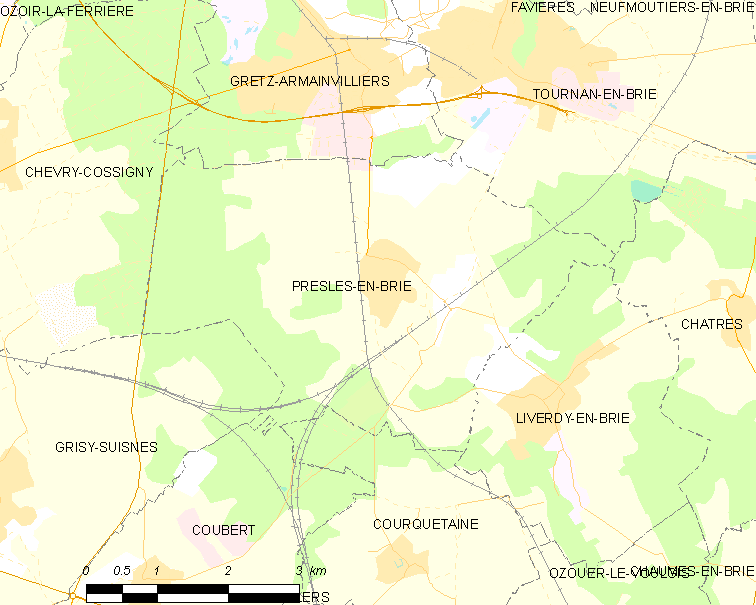
布里地区普雷勒的OSM定位图

布里地区普雷勒的时区为UTC+01:00、UTC+02:00（夏令时）。

## 行政
布里地区普雷勒的邮政编码为77220，INSEE市镇编码为77377。

## 政治
布里地区普雷勒所属的省级选区为丰特奈-特雷西尼县。

## 人口

1962-2008年间布里地区普雷勒人口变化图示

布里地区普雷勒于2022年1月1日时的人口数量为2342人。